# Franz Mallinckrodt
Franz Mallinckrodt († 1832 in Dortmund) war ein deutscher Kommunalbeamter. Zwischen 1812 und 1832 war er Maire und Bürgermeister der Stadt Dortmund.
Mallinckrodt entstammte einer angesehenen Dortmunder Familie. Sie entstammte der Wandschneidergilde und war seit Anfang des 16. Jahrhunderts in Dortmund verbürgt. Sein Neffe war der angesehene Publizist Arnold Mallinckrodt. Schon im napoleonischen Königreich Westphalen wurde Franz Mallinckrodt am 17. März 1812 als Maire eingesetzt. Auch nach Abzug der Franzosen und dem Fall Dortmunds an Preußen (Provinz Westfalen) blieb er bis zu seinem Tod 1832 als Bürgermeister im Amt.
| Personendaten    | Personendaten            |
| ---------------- | ------------------------ |
| NAME             | Mallinckrodt, Franz      |
| KURZBESCHREIBUNG | Dortmunder Bürgermeister |
| GEBURTSDATUM     | 18. Jahrhundert          |
| STERBEDATUM      | 1832                     |
| STERBEORT        | Dortmund                 |